# Josep Ramoneda i Verdaguer
Josep Ramoneda i Verdaguer (Sentmenat, 22 de juny de 1948) és un antic jugador d'hoquei sobre patins català de la dècada de 1970.

## Trajectòria
Ha estat un millors porters de l'hoquei patins català de la dècada de 1970. Va ser porter de l'ACD Sentmenat, del FC Barcelona, del Cerdanyola CH, i del CH Lloret. Amb el Sentmenat visqué una de les millors etapes del club, en les quals fou subcampió de la Recopa i de la Copa d'Europa. Amb el Barça guanyà una Copa d'Europa, dues lligues i dues copes, però el 1977 deixà el club després del fitxatge de Carles Trullols. També jugà amb la selecció catalana i amb la selecció espanyola. Amb l'espanyola finalitzà segon al Mundial de 1974.

## Palmarès
FC Barcelona
- Copa d'Europa:
  - 1977-78
- Lliga d'Espanya:
  - 1976-77, 1977-78
- Copa d'Espanya:
  - 1975, 1978